# Command & Conquer
Command & Conquer és una nissaga de videojocs d'estratègia en temps real, originalment creada per Westwood Studios i posteriorment adquirida per Electronic Arts. Command & Conquer és considerat una fita i una figura icònica en la indústria dels jocs de PC, i la seva comunitat de seguidors és summament activa en cooperació amb els actuals propietaris de la llicència.

## Característiques
Els jocs Command & Conquer es caracteritzen per disposar d'excel·lents possibilitats al camp del multijugador, donada la varietat de possibilitats de combatre, ja sigui per terra, per aire o (en quasi totes les entregues) per mar.
Al mode d'un sol jugador disposa de campanyes on és important construir un pla d'atac per a culminar satisfactòriament les missions que es donen dintre de la línia argumental, com per exemple destruir una base enemiga en un temps determinat o defensar una posició amb un nombre de tropes i recursos reduït,
Amb el temps, la varietat i possibilitats de Command & Conquer s'ha anat ampliant en els nous lliuraments, cadascuna d'elles ha anat innovant noves possibilitats tàctiques i estratègiques.

## Línies argumentals
A l'inici, la història de Command & Conquer estava dissenyada per a ser una continuïtat històrica alternativa a la nostra pròpia realitat. No obstant això, amb l'aparició de nous lliuraments, la història va acabar ramificant-se en tres variants. La primera d'elles segueix la història original de les Guerres Tiberianes; la segona, Red Alert, tracta sobre la guerra dels aliats contra els soviètics; i la tercera, denominada Generals, mostra un futur mundial no molt aliè a l'actual realitat política global. Originalment Red Alert havia estat dissenyada com una seqüela de Tiberian Dawn (també conegut com a command & conquer, C&C o el primer joc de la nissaga), però amb l'aparició de posteriors jocs va quedar oficialment desvinculada i per l'èxit que ha tingut entre els aficionats, no pareix que ambdues sèries tornen a annlaçar-se. Tant en el cas de les Guerres Tiberianes com en les de Red Alert, aquest article segueix les línies argumentals utilitzades per Westwood, encara quan en aquests jocs generalment hi ha dues línies argumentals possibles.

### Línia Tiberiana
El guió original de Command & Conquer, el primer lliurament que ara és conegut com a Tiberian Dawn (Alba tiberiana), basa el seu argument en l'aparició del Tiberium, una substància d'origen extraterrestre que en un futur no gaire llunyà s'infiltra en l'ecosistema planetari mutànt-lo mitjançant l'extracció dels recursos del mateix i la seva concentració en cristalls relativament fàcils de recol·lectar. La humanitat descobreix que la substància portada pel meteorit és una font important de matèria primera, perfecta com font de recursos industrials i energètics (com la fusta ho va anar en el seu temps).
Aviat, no obstant això, es descobreix que el Tiberium és altament nociu per a totes les formes de vida basades en el carboni, humans inclosos. Aquest factor genera una creixent inestabilitat mundial, particularment en països de climes càlids, on el Tiberium s'expandeix a major velocitat (probablement a causa del fet que la mutació molecular es veu afavorida per una major activitat calorífica).
Command & Conquer: Tiberian Dawn
En Tiberian Dawn una poderosa organització paramilitar pseudoreligiosa de foscos orígens coneguda com la Germanor de Nod (Brotherhood of Nod) es veu interessada en l'explotació i desenvolupament de tecnologies basades en el Tiberium, obtenint per aquestes accions guanys econòmics suficient per permetre-li subvencionar els seus plans de dominació mundial. Davant aquesta situació, l'Organització de les Nacions Unides autoritza la creació d'una força militar denominada GDI o Iniciativa de Defensa Global (Global Defense Initiative) per a plantar cara a l'amenaça de Nod. Aviat el món es veu embolicat en una guerra oberta entre ambdues faccions. En aquesta guerra, els exèrcits de les GDI planten cara a Nod assolint considerables victòries en el camp de batalla. No obstant això, una campanya dels mitjans sota el control dels Nod torna difícil la situació de les GDI com a institució, desacreditant-la públicament i forçant-la a actuar en la clandestinitat. Després d'un fallit atac contra EUA per part de Nod i la recuperació del seu estatus legal, les GDI localitzen a Kane, líder de la Germanor de Nod, i el seu centre de comandament en un Temple de Nod a Sarajevo. Les GDI realitzen un assalt cuirassat conjuntament amb un atac de bombardeig mitjançant el Canó Orbital d'Ions en un suprem esforç per posar fi a la primera guerra tiberiana.
Command & Conquer: Renegade
El primer Shooter de la nissaga, narra les aventures del comando Nick "Havoc" Parker de les GDI en la seva lluita contra les forces especials de la Germanor de Nod, els Black Hand, durant la campanya de Renegade (es va crear únicament una per a la GDI). Havoc s'enfronta als guerrers més poderosos dels Black Hand a la vegada que ajuda a les GDI a detenir els plans de Nod per crear exèrcits de soldats mutants cibernèticament millorats mitjançant el projecte "ReGenesis".
Command & Conquer: Tiberian Sun
La Segona Guerra Tiberiana, realitzada amb el títol de Tiberian Sun (que es tradueix literalment com Sol Tiberià, encara que podria també entendre's com Migdia Tiberià) transcorre 20 anys després dels esdeveniments de Tiberian Dawn. Tiberian Sun mostra una terra devastada pel Tiberium, on els governs nacionals han desaparegut i la GDI s'ha convertit en l'hereva política i territorial de les nacions més potents de l'ONU. La Germanor de Nod, que va sobreviure a la mort del seu líder, ocupa diversos territoris summament rics en Tiberium i està dividida en diverses cèl·lules autosostenides que aviat s'unifiquen sota l'acció del general Anton Slavik i dirigides pel suposadament mort Kane, qui emprèn una campanya mundial amb la fi última d'accelerar la infestació tiberiana i forçar a la humanitat a una mutació massiva que els adapti a aquest ambient (encara que els esdeveniments en Tiberium Wars podrien indicar que en realitat les seves fins eren altres).
Command & Conquer: Firestorm
Amb posterioritat a Tiberian Sun ocorren els esdeveniments Firestorm. En aquesta ocasió la GDI i la Germanor de Nod han de plantar cara a l'amenaça de TOTAL, un supercomputador originalment pertanyent a Nod que intenta reduir a la humanitat a exèrcits de cyborgs sota el seu comandament. La guerra contra TOTAL força a la GDI i a la Nod a aliar-se, al final, el seu poder bèl·lic i tecnologia militar combinada assoleixen derrotar a TOTAL, encara que s'insinua en el video final de la Nod que TOTAL hauria aconseguit escapar de l'aniquilació i fins i tot hauria actuat sota les ordres de Kane.
Command & Conquer 3: Tiberium Wars
La Tercera Guerra Tiberiana, situada en el 2047, ens mostra a les GDI assentades en les "zones blaves", territoris amb poca o nul·la infestació tiberiana, on una pròspera població viu en modernes arcologies. Aquest territori abasta el 20 per cent de la Terra i són considerats els últims refugis de la civilització humana. La Nod, per la seva banda, s'ha convertit en un pseudoestat mundial que abasta les "zones grogues" (50 per cent del planeta), territoris on la guerra, la desaparició de governs nacionals, la infestació del Tiberium i els desordres ecològics i climàtics han produït la ruïna i l'empobriment de la població d'aquests sectors, aviat la Germanor de Nod es tornen els únics mantenidors d'ordre, seguretat i estabilitat en les zones grogues. Aquest fet ha aconseguit que la majoria de la humanitat (80 per cent de la població mundial), situada precisament en aquestes zones, es tornin partidaris de la Nod enfront dels "opressors" de les GDI. El 30 per cent restant del planeta abasta el que es coneix com "zones vermelles" territoris situats en la línia equatorial on la infestació tiberiana és tan gran que fa la vida humana virtualment impossible.
L'aparició d'una tercera facció d'origen alienígena (Scrin), vaticinada en lliuraments anteriors, fa que Tiberium Wars, que abasta la Tercera Guerra Tiberiana, sigui la primera entrada de la línia del tiberium a disposar de tres bàndols completament distints.
Depenent de la facció que elegisques tindràs una perspectiva de la història parcial. Sols jugant amb les tres faccions un pot tenir una visió global d'aquesta història.

### Les faccions de les Guerres Tiberianes
En el joc, cadascuna de les faccions té la seva pròpia i particular estil de joc:
- GDI, per les seves sigles en anglès: Global Defense Initiative. Organització creada pels països membres de les Nacions Unides per a lluitar contra l'amenaça terrorista de Nod. El seu ideari estratègic es basa en l'ús d'unitats fortament cuirassades d'avanç lent però poderós. Aquesta filosofia es veu reflectida en la frase "Vols que es faci ràpid o vols que es faci bé?".

- La Germanor de Nod, una misteriosa secta pertorbadora de l'estabilitat mundial que proclama la divinitat del seu líder, Kane, i dona suport la seva recerca de poder polític i econòmic en el terror i l'astúcia. En el camp de batalla Nod demostra això amb la utilització d'unitats ràpides, furtives i equipades amb tecnologia potent però inestable.

- Scrin, són una raça alienígena que va venir a envair la Terra i recol·lectar el Tiberium (aquesta facció l'anomena "Icor"), existeix la possibilitat que els Scrin hagin estat la raça creadora d'aquesta substància, la seva superioritat bèl·lica es basa en armes capaces de manipular el teixit mateix de la realitat (disrupcions de warp, tempestes d'ions) i en una força aèria, o millor, espacial, increïblement poderosa.

### Línia deRed Alert
Iniciada al joc Red Alert Aquesta línia es basa en l'argument que Albert Einstein viatja mitjançant la Cronosfera (Una màquina per a viatjar tant en el temps com en l'espai) de 1946 a 1924, on elimina a Adolf Hitler de la història per a evitar la Segona Guerra Mundial, no obstant això, al no existir Hitler ni l'Alemanya Nazi els soviètics sota el comandament de Joseph Stalin no troben raó per a arribar a una cooperació amb els aliats occidentals i inicien una campanya de conquesta eurasiàtica, aquest conflicte seria conegut com la Gran Segona Guerra Mundial.
Command & Conquer: Red Alert
Originalment aquest joc era una seqüela de Tiberian Dawn, fins i tot fa la seva aparició Kane com assessor de Stalin. La història comença amb l'inici de la invasió d'Europa oriental per part de la Unió Soviètica, els aliats inicialment es veuen derrotats per un atacant superior en nombre i en poder blindat, a causa d'això han de fer ús de l'astúcia mitjançant atacs quirúrgics per a poder alentir l'atac dels soviètics, amb això aconsegueixen guanyar una mica de temps, no obstant això aviat gairebé tota l'Europa occidental és ocupada pels russos, en aquesta situació es revela que per a forçar la derrota dels aliats Stalin ordena un atac nuclear contra les més grans ciutats dels aliats, incloent Londres i París, en una carrera contra el temps un grup de comandos dirigits per l'agent Tanya assoleixen infiltrar-se en la central de guia d'armes nuclears de Leningrad (actualment Sant Petersburg) i neutralitzen l'atac anul·lant les càrregues explosives dels míssils. L'atac de la Unió Soviètica i la bravura demostrada pels europeus al detenir el que clarament es mostra com una amenaça mundial inciten als Estats Units, Índia i Japó a unir-se a la lluita contra els comunistes, finalment, les força unida d'aquestes nacions en combinació amb la tecnologia de la cronosfera permeten derrotar els soviétics, ocupar el seu territori i eliminar a Stalin.
Red Alert va tenir dues expansions, Counterstrike i The Aftermath, aquesta última agrega noves unitats a ambdós bàndols, com el cronotanc aliat i el soldat de xoc soviètic, ambdues expansions agreguen noves campanyes per a ambdós bàndols.
Command & Conquer: Red Alert 2
Red Alert 2 reafirma la independència d'aquesta línia argumental pel que fa a la de les guerres tiberianes i ens situa en la Tercera Guerra Mundial, la qual esclata amb la invasió als Estats Units per part d'una Unió Soviètica rearmada i més poderosa que mai, Sota el comandament del premier Romanov, la seva mà dreta Yuri (Experiment amb habilitats psíquiques i control mental) i el general Vladimir, els aliats han de plantar cara als rojos, que capturen gran part de les Amèriques, no obstant això, i malgrat el poder bèl·lic dels soviètics els aliats al comandament del president Michael Dugan i el general Carville i equipats amb la tecnologia de guerra futurista ideada pel professor Einstein (Incloent La Màquina de Tempesta, La Cronoesfera, El Satélit Espia, El Generador Gap i La Torre de Prisma) aconsegueixen expulsar els soviètics del continent a la vegada que detenen el seu avanç a Europa. Determinats a obtenir la victòria d'una vegada per sempre els aliats teleporten un potent exèrcit a Moscou i després d'una violenta lluita capturen al premier Romanov, líder dels soviètics, forçant a aquests a rendir-se en la versió de la victòria aliada. En canvi, en la versió de la victòria soviètica, Yuri es gira contra Vladimir controlant la ment de Romanov per agafar el domini mundial, després de capturar la ment del General Vladimir, Romanov surt de l'impàs hipnòtic i informa al seu exèrcit de la traïció de Yuri ordenant destruir-lo i després acaben conquistant el territori Americà amb la destrucció de l'última cronoesfera, però la tecnologia Yuri aparentment destruïda, no ho va ser.
Command & Conquer: Yuri's Revenge
L'expansió de Red Alert 2, en aquest lliurament apareix com personatge central Yuri, qui traeix als soviètics i revela un exèrcit psíquic i una xarxa de dispositius de control mental al voltant del planeta llestos per ser usats, la història comença poc temps després de la fi dels esdeveniments de Red Alert 2, els capdavanters aliats són cridats a una reunió d'emergència, Yuri s'infiltra en la transmissió i els revela el seu pla d'usar els Dominadors Psíquics per a controlar mentalment a tota la població mental del planeta. Després d'un intent de persuadir a Yuri que desisteixi dels seus plans el president Dugan ordena un atac aeri al Dominador Psíquic, l'atac falla però un dels avions s'estavella contra la font de poder del dispositiu, desactivant-lo, els aliats s'aprofiten d'aquesta fallada per a activar una màquina de viatge en el temps amb la qual van al passat i inicien una campanya planetària contra Yuri, a causa del perill en el que aquest s'ha convertit, els soviètics decideixen realitzar un cessament al foc amb els aliats i s'uneixen per a derrotar a Yuri, aquesta batalla arriba a tenir com camp de batalla fins i tot la lluna, al final Aliats i Soviétics acaben acorralant a Yuri en l'Antàrtida i finalment capturant-lo. El resultat d'aquest viatge en el temps permet evitar que el general Carville sigui eliminat i al final de la història apareix en la línia temporal de Red Alert explicant-li al president Dugan d'aquesta continuïtat els esdeveniments que van modificar la història.
Command & Conquer : Red Alert 3
Recentment anunciat, aquest joc de PC inclourà, a banda dels dos bàndols tradicionals, un tercer bàndol que seria el Japó.
L'aparició de Yuri ha estat descartada, si bé podria ser el protagonista d'una possible expansió.

### Les faccions de les guerres deRed Alert
Encara que originalment les faccions de Red Alert eren solament dues, amb l'arribada de Yuri's Revenge vam veure la introducció d'una tercera facció, cadascun d'aquests exèrcits mostren característiques diametralment oposades als altres dos:
- Aliats: usualment considerats els bons del joc, la seva estratègia es basa en la rapidesa, els cops de mà i l'ús de tecnologia summament avançada que els dona una enorme superioritat tàctica en el camp de batalla, les seves unitats solen ser summament versàtils.

- Soviètics: els soviètics utilitzen unitats que guanyen en resistència sacrificant velocitat i amb una potència de foc enorme, a més, sempre busquen una superioritat numèrica en el camp de batalla, no tement sacrificar gran part de les seves forces en pro de la victòria.

- Yuri: aquest exèrcit, el qual solament apareix en l'expansió de Red Alert 2, es caracteritza per l'ús del control mental i les armes biològiques per a assegurar la victòria, les seves unitats solen ser especialment letals donada la seva tendència a confondre l'atac enemic.

### Línia de Generals
Considerat un fil argumentatiu totalment aliè a la resta de l'univers de Command & Conquer, Generals ens brinda un joc ambientat en un futur pròxim on els Estats Units i la República Popular de la Xina, superpotències mundials, lluiten contra el terrorisme global del GLA (Global Liberation Army), una organització subversiva internacional àrabico-musulmana.
Aquest joc és l'únic que podria ser considerat com situat en la nostra pròpia línia temporal, Generals presenta com a novetat l'ús de la barra de comandament tipus Starcraft com substitut de la tradicional barra lateral de control dels anteriors Command & Conquer, a més, usa el sistema de construcció semblant a Age of Empires en comptes del clàssic MCV (Mobile Construction Vehicle o Vehicle de Construcció Mòbil).
Aquestes i altres característiques tals com l'absència de vídeos de live-action han fet que alguns jugadors no consideren a Generals un Command & Conquer, no obstant això açò no li lleva a Generals l'ésser un dels jocs més populars de la nissaga, un factor que el fa molt interessant són les habilitats de general, les quals s'obtenen a mesura que el jugador guanya punts d'experiència que permeten activar-les.
Command & Conquer: Generals
En un futur no gaire llunyà el món viu la calamitat del terrorisme mundial dirigit pel GLA, una organització d'origen àrab obstinada en una obscura agenda política i ideològica, davant aquesta amenaça les superpotències dels EUA i Xina inicien operacions militars que desemboquen en un conflicte armat a nivell global i que cada bàndol desplegués letals dispositius i tàctiques radicalment diferenciades.
La història comença amb un atac per part del GLA en plena plaça de Tiannanmen, la qual cosa condueix a una escalada militar Xinesa, aviat l'exèrcit xinès empeny als GLA cap a les seves bases centrals a l'Orient Mitjà, deixant a l'organització en estat crític, però aviat una eficaç campanya de saqueig i operacions furtives dirigides pel GLA contra Xina li permeten recuperar el terreny perdut i finalment, després de robar agents bioquímics protegits pels nord-americans, llancen un atac amb armes de destrucció massiva a occident. Aquesta acció força als EUA a incrementar considerablement la guerra contra el GLA i tractar de detenir costi el que costi la seva campanya de terror global.
Command & Conquer: Zero Hour
Zero Hour continua amb la línia històrica de Generals, brindant la possibilitat d'accedir a exèrcits especialitzats dirigits per generals veterans en determinades tàctiques i estratègies.
La campanya de Zero Hour narra com és que l'exèrcit dels EUA prossegueix la lluita contra les forces del GLA, les quals s'han reagrupat al voltant d'un general especialitzat en armes bioquímiques conegut com el doctor Thrax, aquest prossegueix la campanya de terror del GLA contra occident, però eventualment és derrotat pels nord-americans, no obstant això el GLA aconsegueix una vegada més reagrupar-se i mitjançant una atrevida campanya d'atacs quirúrgics força als nord-americans a retirar-se d'Europa, deixant aquest continent en mans del GLA, no obstant això els xinesos fan la seva aparició assolint després d'aferrissades batalles l'alliberament d'Europa i la formació d'una aliança militar entre aquesta i la República Popular de la Xina.

### Les Faccions de Generals
Command & Conquer: Generals disposa de tres faccions, posteriorment en Zero Hour aquestes es veuen incrementades amb exèrcits especialitzats dirigits pels seus respectius generals:
- EUA: l'exèrcit nord-americà basa la seva superioritat bèl·lica en unitats d'infanteria bé entrenades i vehicles altament sofisticats capaços de superar individualment a l'enemic, addicionalment els nord-americans disposen de la força aèria més gran del joc, amb aeronaus particularment letals, com els Caça Lockheed F-117 Nighthawk, F-22 *Raptor i el Bombarder Supersònic Aurora, els generals dels EUA són el General de Força Aèria, el General de Superarmes i el General d'Armes Làser.

- Xina: Xina utilitza quantitats aclaparants d'unitats fortament motivades per a lluitar i poderosos vehicles de guerra equipats amb llançaflames i projectils balístics, l'efecte combinat del nombre i els atacs xinesos és capaç de generar tempestes de foc terriblement destructives, addicionalment l'exèrcit popular compta amb intrusos que els permeten donar cobertura especial a les seves forces durant la lluita i saquejar diners als enemics, a través d'un sistema de tecnologia computacional, els generals de la Xina són el General de Tancs, el General d'Infanteria i el General Nuclear.

- Grup d'Alliberament Armat: el GLA (en català Grup d'Alliberament Armat i en anglès Global Liberation Army) utilitza tàctiques de guerra asimètrica per a aconseguir els seus objectius, l'engany, l'encobrimient, les unitats suïcides i l'ús d'armes bioquímiques són recurrents en aquesta facció, addicionalment aquesta facció manca de força aèria, obligant als jugadors veterans de Command & Conquer a replantejar estratègies clàssiques, els generals del GLA són el General de Demolició, el General Furtiu i el General d'armes Bioquímiques.

## Llista de jocs de Command & Conquer
La nissaga completa inclou:
1. Aug 31, 1995 Command & Conquer: Tiberian Dawn (RTS; PC, Mac, Sega Saturn, Nintendo 64 i Playstation)
2. Abr 30, 1996 Command & Conquer: The Covert Operations (Expansió de TD)
3. Nov 30, 1996 Command & Conquer: Sole Survivor (Multijugador)
4. Oct 31, 1996 Command & Conquer: Red Alert (RTS, PC i Playstation)
5. Sep 30, 1997 Command & Conquer: Red Alert The Aftermath (1ª Expansió de Red Alert)
6. Mar 31, 1997 Command & Conquer: Red Alert Counterstrike (2ª Expansió de Red Alert)
7. Aug 28, 1997 Command & Conquer: Red Alert Retaliation (Playstation)
8. Aug 24, 1999 Command & Conquer: Tiberian Sun (RTS)
9. Mar 08, 2000 Command & Conquer: Tiberian Sun Firestorm (Expansió)
10. Oct 21, 2000 Command & Conquer: Red Alert 2 (RTS)
11. Oct 10, 2001 Command & Conquer: Red Alert 2 Yuri's Revenge (Expansió de RA2)
12. Feb 27, 2002 Command & Conquer: Renegade (FPS)
13. Feb 10, 2003 Command & Conquer: Generals (RTS)
14. Sep 22, 2003 Command & Conquer: Generals Zero Hour (Expansió de Generals)
15. Feb 07, 2006 Command & Conquer: The First Decade (Recopilació Commemorativa, no inclou Sole Survivor)
16. Mar 28, 2007 Command & Conquer 3: Tiberium Wars (RTS; PC, Xbox 360)
17. Mar 24, 2008 Command & Conquer 3: Kane's Wrath (Expansió de Tiberum Wars)
18. Oct 28, 2008 Command & Conquer: Red Alert 3 (RTS)
19. 2008 Command & Conquer: Red Alert 3 Uprising (Expansió autònoma de Red Alert 3)
20. Q4, 2010 Command & Conquer 4: Tiberian Twilight (RTS+MMORPG)

Command & Conquer: Renegade difereix de la resta en què va passar a ser un joc de tipus First Person Shooter, on preníem el protagonisme a través d'un personatge de la història anomenat Havok.
Xarxa Alert, Xarxa Alert 2 i Generals van modificar el guió apropant-ho més a la nostra història d'igual forma integrant molts dels nostres avanços tecnològics.
El 31 d'agost del 2007, Command & Conquer Gold, inclòs en la recopilació Command & Conquer: The First Decade, és alliberat per a la seva descàrrega de franc amb motiu del 12è aniversari de l'aparició de la saga.
El 31 d'agost del 2008, Command & Conquer: Red Alert, és alliberat per a la seva descàrrega de franc amb motiu del 13è aniversari de l'aparició de la saga.